# جون هندرسون (جيولوجي)
جون هندرسون (بالإنجليزية: John Henderson)‏ هو جيولوجي نيوزيلندي، ولد في 1880 في دنيدن في نيوزيلندا، وتوفي في 1959 في Hataitai ‏ في نيوزيلندا.